# Castilleja beldingii
Castilleja beldingii es una especie de plantas fanerógamas perteneciente a la familia Orobanchaceae, anteriormente clasificada en Scrophulariaceae. Hasta el año 2009 era el único miembro del género monotípico Clevelandia. Es originaria de México.

## Taxonomía
Castilleja beldingii fue descrita por (Greene) Tank & J.M.Egger y publicado en Systematic Botany 34(1): 186. 2009.
Etimología
Castilleja: nombre genérico que fue nombrado en honor del botánico español; Domingo Castillejo (1744-1793).
beldingii: epíteto
Sinonimia
- Clevelandia bildingii (Greene) Greene
- Orthocarpus beldingii Greene[3]